# Zwei Welten (film 1940)
Zwei Welten è un film del 1940 diretto da Gustaf Gründgens.

## Produzione
Il film fu prodotto dalla Terra-Filmkunst GmbH (Berlin) (Herstellungsgruppe Gustaf Gründgens). Venne girato - dall'agosto all'ottobre 1939 - nel Brandeburgo, a Nauen e a Zeesen.

## Distribuzione
Distribuito dalla Terra-Filmverleih, uscì nelle sale cinematografiche tedesche il 5 gennaio 1940.